# چاه دکتر
چاه دکتر، مزرعه‌ای با سکنهٔ دائمی از توابع بخش قطرویه شهرستان نی‌ریز در استان فارس ایران است. این آبادی در شمال شرقی روستای شهرک بنه کلاغی قرار گرفته‌است.

## جمعیت
این آبادی در دهستان ریزآب قرار دارد و بر اساس سرشماری مرکز آمار ایران در سال ۱۳۸۵، جمعیت آن ۴۳ نفر (۹ خانوار) بوده‌است. برپایهٔ سرشماری سال ۱۳۹۰، جمعیت چاه دکتر به سه خانوار یا کمتر کاهش یافت.